# Église Saint-Pierre-et-Saint-Paul de Vyborg
L'église Saint-Pierre-et-Saint-Paul (en russe : Собор Святых Петра и Павла) est une église évangélique luthérienne d'Ingrie située à Vyborg, en Russie.

## Présentation
L'église Saint-Pierre-et-Saint-Paul est la seule église luthérienne conservée à Vyborg.
Avant la cession des territoires à l'URSS, elle était l'église des paroisses suédoises et allemandes ; de nos jours elle dépend de l'Église luthérienne d'Ingrie.
L'édifice est située au centre de Vyborg, dans la partie fortifiée entre le Parc Torkkelinpuisto et le Parc Paraatikentä.